# Cynoglossus maccullochi
Cynoglossus maccullochi är en fiskart som beskrevs av Norman 1926. Cynoglossus maccullochi ingår i släktet Cynoglossus och familjen Cynoglossidae. IUCN kategoriserar arten globalt som otillräckligt studerad. Inga underarter finns listade i Catalogue of Life.